# Biały mazur (operetka)
Biały mazur (niem.: Die blaue Mazur) – operetka Franza Lehára z librettem Leo Steina i Béli Jenbacha. Premiera miała miejsce 28 maja 1920 roku w Theater an der Wien w Wiedniu.

## Historia utworu
Jesienią 1919 roku Lehár otrzymał od Leo Steina i Béli Jenbacha libretto zatytułowane Biały mazur. Chociaż libretto nie było najlepsze: niezbyt atrakcyjne treściowo i nie pozbawione słabości konstrukcyjnych, kompozytor przyjął je. Poprzez swą tematykę dawało mu bowiem możliwość wypróbowania swych umiejętności w obcych mu polskich rytmach, a każde wychylenie się poza utarte szlaki zawsze bardzo go pociągało. Poza tym Stein i Jenbach przynieśli tekst z propozycją, aby była to operetka na jubileusz jego 50. urodzin.
Muzyka była gotowa na początku 1920 roku. Premierę przygotowano pierwotnie na 30 kwietnia, dzień pięćdziesiątych urodzin kompozytora. Z uwagi na planowany na ten czas wiedeński Festiwal Muzyczny, przełożono ją jednak na 28 maja, tak by całe zainteresowanie publiczności mogło się skupić na jubileuszu kompozytora.

## Treść

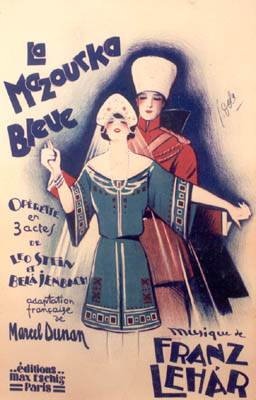
Plakat francuskiej wersji Białego mazura

W swym rodowym zamku pod Wiedniem hrabia Julian Olinski urządza weselne przyjęcie. Ożenił się ze śliczną wiedenką, Blanką von Lossin. Poznali się przed paroma tygodniami na balu, przy dźwiękach białego mazura, tańczonego na zakończenie balu, białym świtem (stąd nazwa). Wyznali sobie miłość i postanowili się pobrać. Hrabia jest szczęśliwy nęka go tylko jedna sprawa, o której mówi przyjacielowi. Na weselne przyjęcie przyszła także Gretl, tancerka, kochana kiedyś przez hrabiego, a porzucona, gdy poznał Blankę. Blanka słyszy przypadkowo fragment rozmowy i wstrząśnięta tym, że mąż miał, a może jeszcze ma kochankę, ucieka z weselnego przyjęcia i chroni się u przyjaciela mamy. Tam odnajduje ją Julian, lecz jego prośby i wyjaśnienia nic nie dają. Nieoczekiwanie z pomocą przychodzi mu Gretl, która zdaje sobie sprawę, że nie może już liczyć na uczucie Juliana. Przyrzeka ona Blance, że usunie się z ich życia, czym ostatecznie godzi powaśnionych małżonków. Julian i Blanka spieszą na swoje wesele, by zdążyć zatańczyć białego mazura, bo słońce zagląd już do okien. I po raz drugi taniec ten rozbudza w nich najgorętsze uczucia.

## Premiera
W przedstawieniu premierowym wystąpili Hubert Marischka, Louise Kartousch, Betty Fischer i Ernst Tutenhayn. Na sali zjawiły się nie tylko znaczniejsze osobistości Wiednia, ale i goście z państw Ententy. Gdy skończyła się operetka skwitowana gorącą owacją nastąpiły uroczystości jubileuszowe. Mowy gratulacyjne wygłaszali przedstawiciele rządu, władz miasta, prasy, środowiska artystycznego. Scena tonęła w kwiatach. Prześciagano się w komplementach nazywając Lehára najsłynniejszym wiedeńczykiem na świecie, człowiekiem godnym pomników. Głos zabrali także przyjaciele mistrza: dyrektor teatru Karczag, Victor Léon i Mizzi Günther, która w operetkach Lehára wystąpiła w sumie około 1500 razy.

## Dalsze losy
Prasa tradycyjnie wyśmiewała libretto, chwaląc muzykę. Podkreślano znakomite wyczucie przez kompozytora liryczno-nostalgicznego charakteru Polaków. Zachwycano się jak wspaniale potrafił przemieszać ogniste krakowiaki, melodyjne kujawiaki i pełne temperamentu mazury z typowo wiedeńskimi walcami i marszami i jak interesująco zinstrumentalizował całość. Publiczność przez 300 wieczorów wypełaniała teatr, aż do 51. urodzin Lehára.
Później Biały mazur przeniósł się na miesiąc do berlińskiego teatru Metropol. Ze względu na napięte stosunki między Niemcami a niepodległą Polską, z obawy przed ekscesami antypolsko nastawionej części publiczności, zmieniono wówczas polskie nazwiska i realia na chorwackie. Premiera w Berlinie była zresztą kilkakrotnie przekładana z uwagi na trudności z obsadzeniem partii Blanki. Ostatecznie poproszono o gościnny udział Verę Schwarz z opery berlińskiej.